# Гучюв
Гучюв (пол. Guciów) — деревня в юго-восточной части Польши. Находится в Люблинском воеводстве, Замойском повете, на территории гмины Звежинец. Расположена в Розточаньском национальном парке на берегу реки Вепш. Расстояние до центра гмины, города Звежинец, составляет 9 километров. К северо-востоку от деревни находится охраняемая лесная зона Нарт.
С 1975 по 1998 год входила в состав Замойского воеводства.
По данным переписи 2011 года, население деревни составляло 95 человек (из них 46 мужчин и 49 женщин).
В деревне имеется этнографический и природный музей.

## Галерея

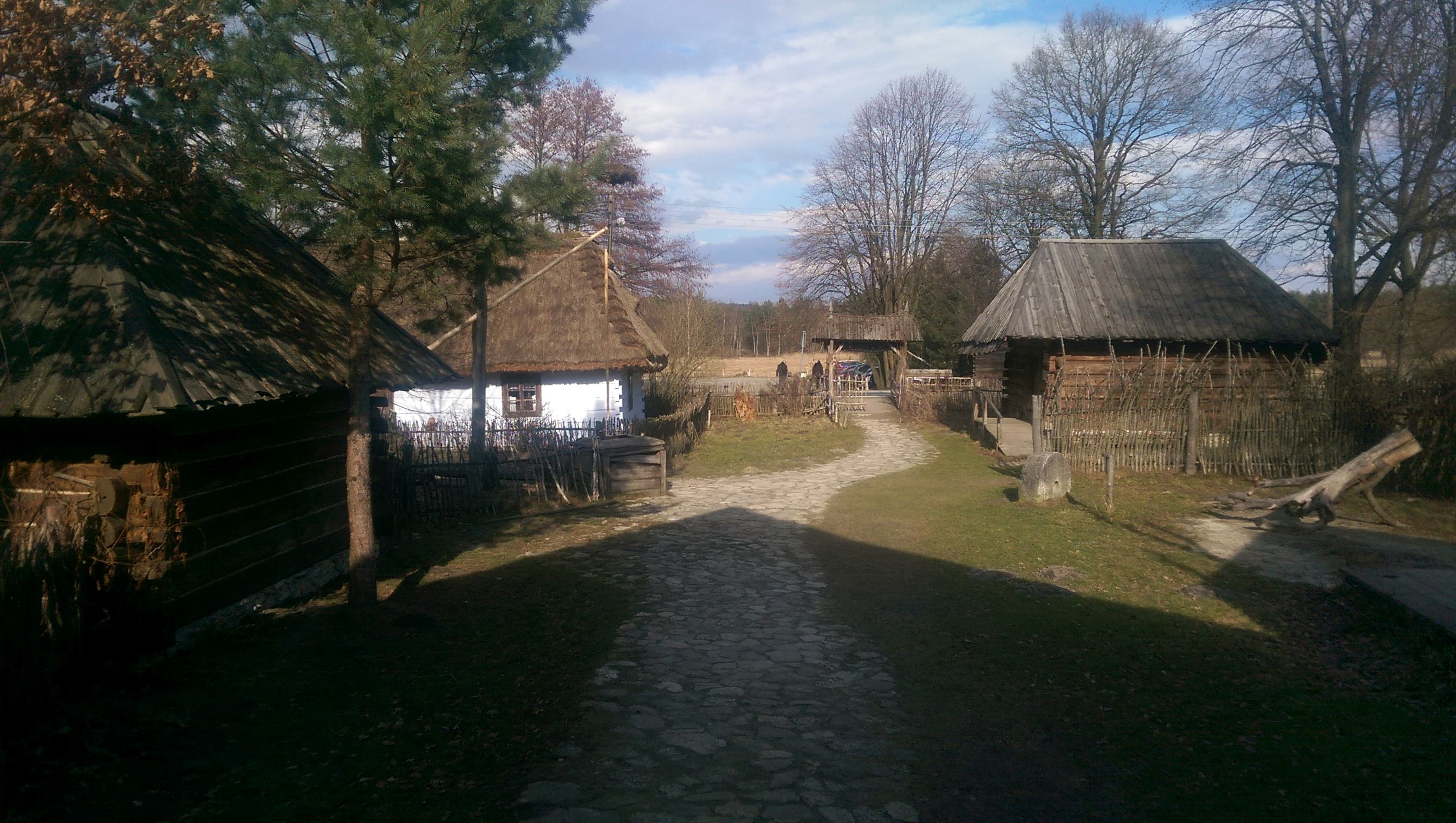
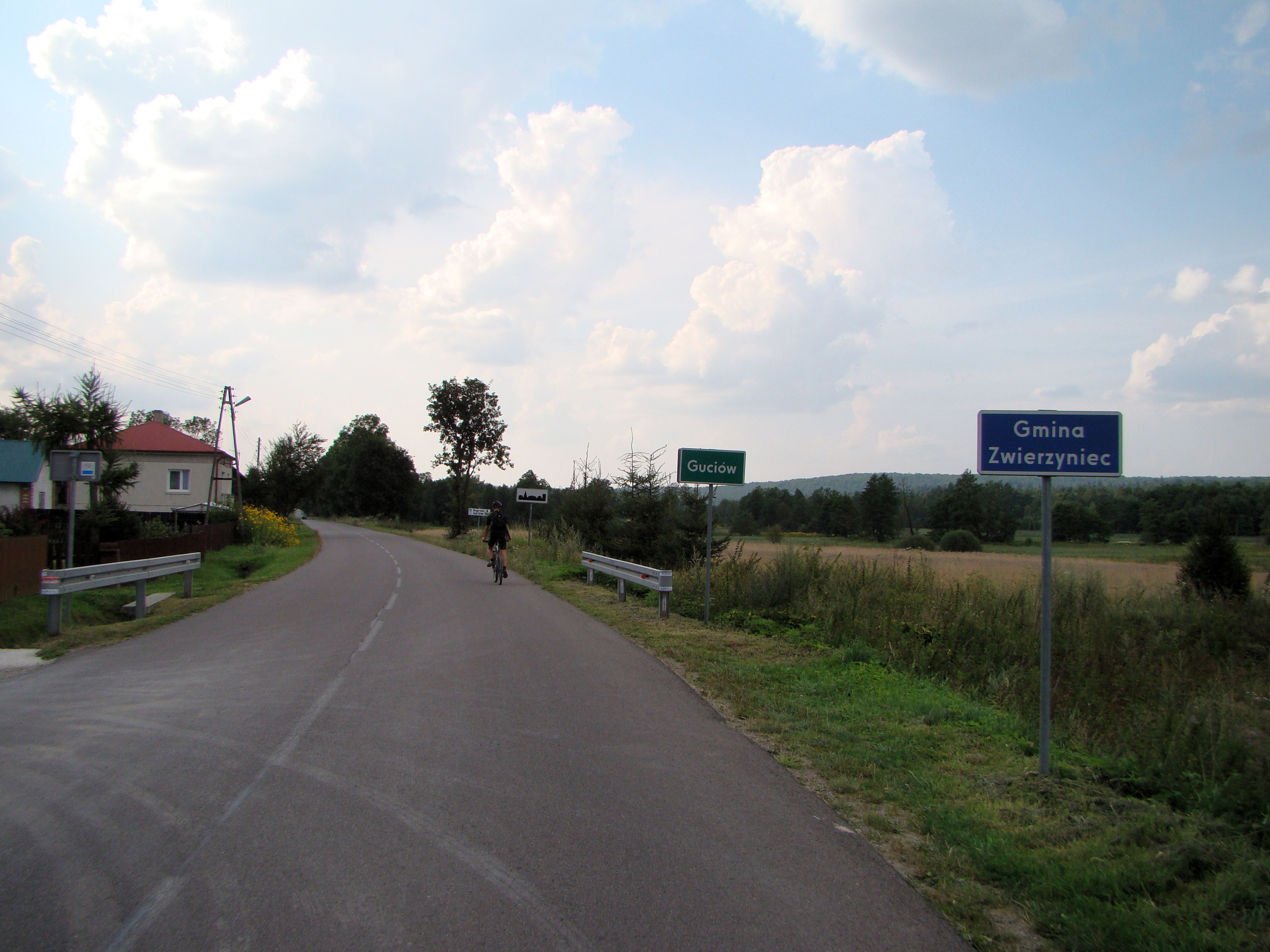
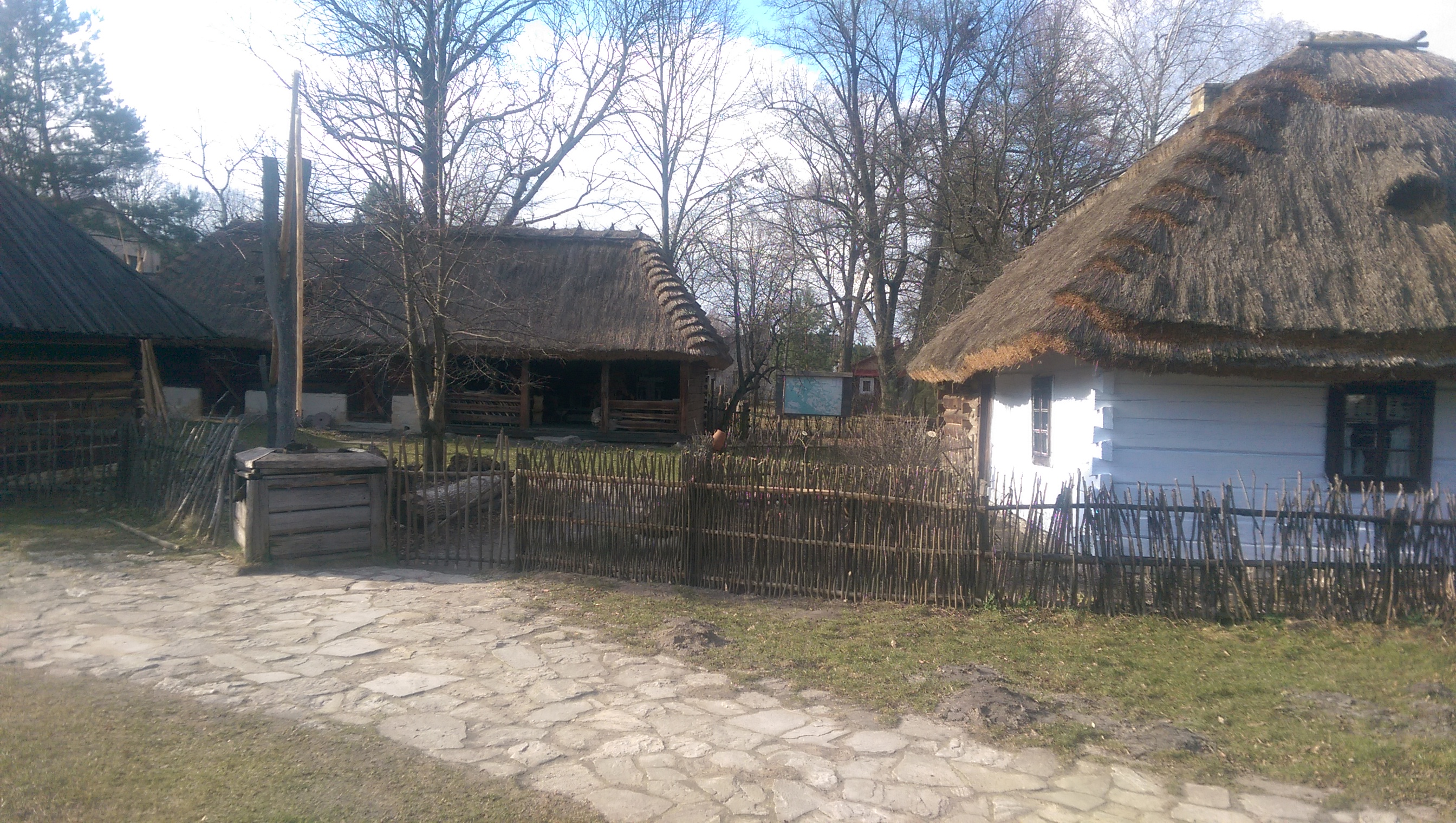